# 梁家樹
梁家樹（英語：Tommy Leung Ka Shu，1948年8月5日—），前香港無綫電視戲劇組制作部總監、現為邵氏兄弟監製。

## 生平
梁家樹早年畢業於聖若瑟書院，至1969年麗的映聲第四期藝員訓練班畢業，後來他在1970年代加入無綫電視為製作部戲劇組製作總監。妻子是前任香港無綫電視藝員部經理蕭笑鳴，幼女是曾為香港無綫電視藝員兼歌手梁靖琪，契女是著名無綫電視藝員宣萱，與樂易玲是工作上的好拍檔。他於2014年2月28日約滿離開香港無綫電視，已轉投邵氏電影任高級顧問，再於2014年4月初轉投林建岳旗下的寰亞傳媒集團電視製作部。

## 監製列表

### 作品列表（無綫電視）

#### 1970年代
- 1979年《落難天使》

#### 1980年代
- 1981年《封神榜》
- 1983年《七彩如來神掌》
- 1984年《武林聖火令》
- 1985年《鍾無艷》
- 1985年《觀世音》
- 1986年《黃金十年》
- 1987年《阿嬌正傳》
- 1987年《時來運到》
- 1988年《檸檬丈夫》
- 1989年《上海大風暴》
- 1989年《我愛俏冤家》
- 1989年《飛虎群英》
- 1989年《婆媽女婿》

#### 1990年代
- 1990年《香港蛙人》
- 1991年《漂白英雄》
- 1991年《閉門一家千》
- 1991年《卡拉屋企》（與潘嘉德合共監製）
- 1992年《血濺塘西》
- 1992年《愛生事家庭》
- 1993年《超能幹探Super Cop》
- 1997年《美味天王》

#### 2000年代
- 2002年《流金歲月》
- 2003年《律政新人王》
- 2003年《咫尺疑雲》（電視電影）
- 2006年《爭霸》（與蔡晶盛合共監製）
- 2007年《廉政行動2007》（與羅香蘭合共監製）、《歲月風雲》（與潘嘉德合共監製）
- 2008年《太極》（與蔡晶盛合共監製）
- 2009年《廉政行動2009》（與羅香蘭合共監製）

#### 2010年代
- 2010年《摘星之旅》（與陳梁、魯書潮、蔡晶盛合共監製）

### 网剧
- 无间道（2016年）
- 蝕日風暴（2018年）
- 家族榮耀（2022年）
- 家族榮耀之繼承者（2024）

## 電影作品列表

### 監製
- 2016年：使徒行者（動作導演錢嘉樂；導演文偉鴻，監製王晶、樂易玲）

### 導演
- 1988年：南北媽打
- 1990年：望夫成龍
- 1991年：一世好命

### 演員
- 1990年：賭聖（第一場的保安員）
- 1991年：新精武門1991
- 1994年：破壞之王

## 相關人物
- 陳志雲
- 樂易玲
- 曾勵珍

## 外部連結
- 【空群而出】前無綫金牌監製潘嘉德70大壽 「卡士」勁過台慶 （页面存档备份，存于）